# Wolfgang Zucht

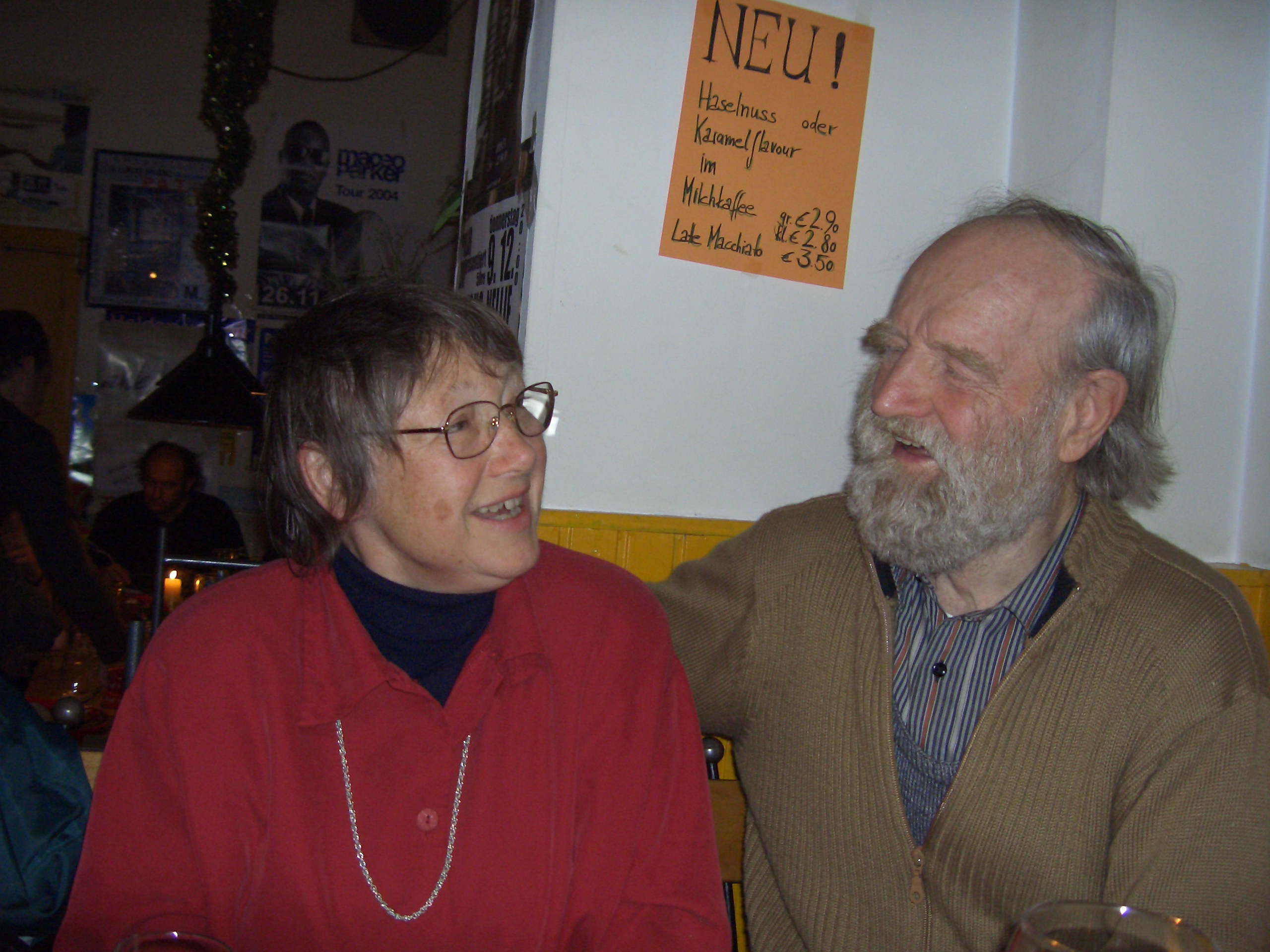
Helga Weber und Wolfgang Zucht (2004)

Wolfgang Zucht (* 30. Januar 1929 in Berlin; † 17. September 2015 in Kassel) war ein deutscher Verleger und Pazifist. Er betrieb gemeinsam mit seiner Ehefrau Helga Weber (* 15. Mai 1935) in Kassel den Verlag Weber & Zucht, der Literatur zum Anarchismus, zu Gewaltfreiheit und zu libertären Bewegungen verlegte.

## Leben
Wolfgang Zucht war ab 1958 Mitglied der Internationale der Kriegsdienstgegner. Er war auch Mitglied im Verband der Kriegsdienstverweigerer (VK). 1965 wurde er Mitherausgeber der in Hannover publizierten Direkten Aktion – Blätter für Gewaltfreiheit und Anarchismus, ein Vorläufer der 1972 gegründeten und bis heute erscheinenden anarchopazifistisch ausgerichteten Monatszeitschrift 'Graswurzelrevolution'.
Ende der 1960er Jahre lebten Helga Weber und Wolfgang Zucht in London, wo sie vier bis fünf Jahre unter anderem für die War Resisters’ International (WRI) arbeiteten. 1973 kehrten sie nach Deutschland zurück, beteiligten sich an der Graswurzelrevolution (GWR) und gründeten bei einem Treffen gewaltfreier Aktionsgruppen im Internationalen Freundschaftsheim in Bückeburg die "Graswurzelwerkstatt" als Koordinationsbüro der deutschen Graswurzelbewegung.
Als Werkstatt-Arbeiter gaben Helga Weber und Wolfgang Zucht von Juli 1974 bis Dezember 1980 den Informationsdienst für gewaltfreie Organisatoren heraus, der zuvor von der Gewaltfreien Aktion Betzdorf unter etwas anderem Namen veröffentlicht wurde. Mitte der 1970er Jahre war Wolfgang Zucht aktiv in der Anti-Atomkraft-Bewegung, insbesondere bei Gewaltfreien Aktionen und der Kampagne Stromgeldverweigerung gegen Atomenergie. Als Mitinitiator der Föderation Gewaltfreier Aktionsgruppen übernahm er 1980/81 die deutsche und dann die internationale Koordination für den Internationalen gewaltfreien Marsch für Entmilitarisierung. 1982 schieden beide aus der Graswurzelwerkstatt aus, die in Göttingen und später in Köln weitergeführt wurde. Von 1992 bis 1995 war Wolfgang Zucht Mitherausgeber des Graswurzelrevolution-Kalenders und bis zu seinem Lebensende Mitherausgeber der Zeitschrift Graswurzelrevolution.

## Publikationen
- mit Helga Weber: Abrüstung oder Revolution? Positionen der WRI. In: Antimilitarismus-Information, Nr. 10/1976, Jg. VI
- Der Zivile Ungehorsam. In: Theo Hengesbach, Michael Schweitzer (Hrsg.): Kein Atomkraftwerk mit unserem Geld! Stromgeldverweigerung als gewaltfreier Widerstand gegen Atomenergie. Dortmund 1977, asb.nadir.org, S. 17–24